# Łupek krzemionkowy
Łupek krzemionkowy – skała osadowa, odmiana lidytu, charakteryzująca się łupkowatością.

## Występowanie
W Polsce łupki krzemionkowe występują w Sudetach (Góry Kaczawskie, Pogórze Kaczawskie, Góry Bardzkie).